# Stanley, West Yorkshire
Stanley är en ort och en unparished area i distriktet Wakefield, i grevskapet West Yorkshire, i England. Orten är belägen 10 km från Leeds. Unparished area hade 30 776 invånare år 2001. Fram till 1974 var det ett separat distrikt. Orten nämndes i Domedagsboken (Domesday Book) år 1086, och kallades då Stanlei/Stanleie.